# 岡山県立久世高等学校
岡山県立久世高等学校（おかやまけんりつくせこうとうがっこう）は、岡山県真庭市中島にあった県立の高等学校。

## 沿革
- 1946年5月12日 久世青年学校の一部を借りて久世農林学院として開校
- 1946年10月23日 岡山県久世農林学校に変更
- 1948年4月1日 学制改革で岡山県久世農業高等学校となる
- 1950年3月1日 岡山県久世高等学校に校名変更
- 1962年4月1日 大佐町立岡山県大佐高等学校及び久米町立岡山県格致高等学校を編入統合する
- 1963年4月1日 県営移管され岡山県立久世高等学校となる。農業科・農産製造科・家政科を設置する。
- 1965年4月10日 旧久世中学校の校舎を譲り受ける
- 1966年4月1日 旭町立岡山県旭高等学校を編入統合する
- 1970年4月1日 園芸科を新設する
- 1973年4月1日 農産製造科を食品製造科と科名を変更する
- 1993年4月1日 生物生産科が新設され、農業科及び園芸科の募集を停止する
- 1994年4月1日 食品科学科が新設され、食品製造科の募集を停止する
- 2011年1月7日 同市内の岡山県立落合高等学校との統合により，岡山県立真庭高等学校久世校地を併設する
- 2013年3月3日 閉校式を行う

なお、岡山県教育委員会が2018年度に策定した「県立高校教育体制整備実施計画」では県内に複数ある複数校地の解消が計画されており、2022年度に久世校地の生徒募集を停止し、2024年度から落合校地に集約する方向で調整している。

## 交通
- 中鉄バス久世高前バス停より徒歩2分
- JR姫新線久世駅より徒歩15分
- 中国自動車道落合ICより車で10分
- 米子自動車道久世ICより車で10分